# Fanny Bechert

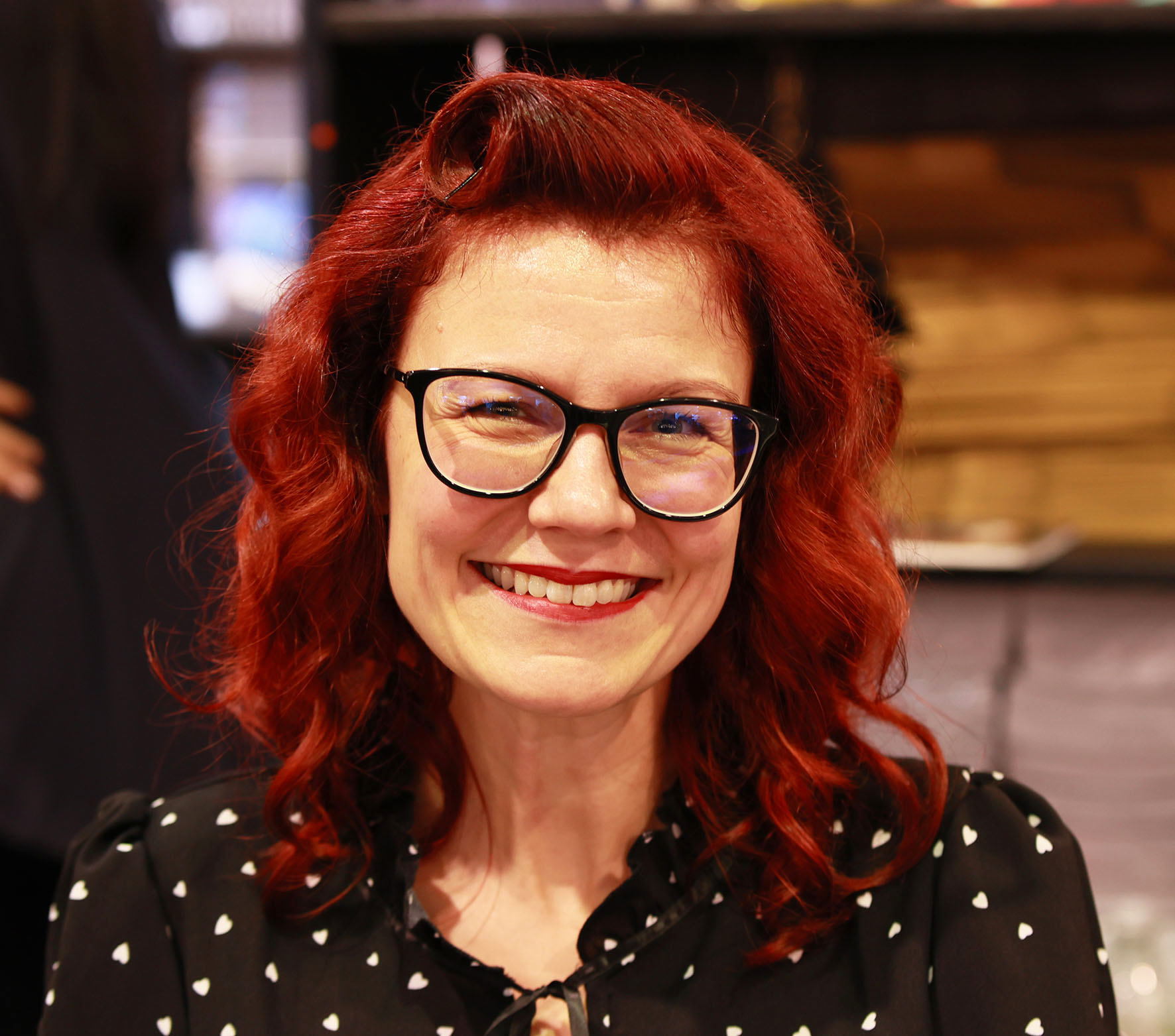
Fanny Bechert, Frankfurter Buchmesse (2022)

Fanny Bechert (geboren 8. Januar 1986 in Schkeuditz) ist eine deutsche Hörbuchsprecherin und Autorin, die für ihre Fantasy-, Liebesromane und Dystopien bekannt ist.

## Leben
Fanny Bechert wuchs in Delitzsch auf und besuchte bis zum Abitur das Reime-Gymnasium (heute: Ehrenberg-Gymnasium). Sie kam nach eigenen Angaben eher unvorbereitet und ohne berufliches Handwerk zum Schreiben und Sprechen. Als Kind träumte sie davon, Schauspielerin zu werden. Sie spielte Theater, schrieb kleine Geschichten und liebte es, in die Welten ihrer Fantasie abzutauchen. 
Ihr erster erlernter Beruf ist Physiotherapeutin. Erst 2013 begann sie aktiv zu schreiben. 2017 stieg sie parallel in die Arbeit als Hörbuchsprecherin ein, welche sie durch nebenberufliche Fortbildungen weiterentwickelte. Seit 2019 ist dies ihr Hauptberuf. Es sind bisher fast 200 Hörbücher mit ihrer Stimme erschienen (Stand Mai 2025).
Ihr Debütroman 2016 war Elesztrah.
Ihren Durchbruch hatte Fanny Bechert im Selfpublishing, sie steht aber auch bei Verlagen unter Vertrag. Viele ihrer Titel schaffen es in Publikums-Rankings und -Charts.

## Auszeichnungen (Auswahl)
- 2016: Platz 3 bei der Lovely Books-Leserabstimmung Beste/r deutsche/r Debütautor/in 2016
- 2016: nominiert für den Skoutz-Award, Kategorie Fantasy mit Elesztrah – Feuer und Eis
- 2022: Planet Award als Autorin des Jahres (Radio Planet Berlin)

## Bücher (Auswahl)
- Elesztrah. Band 1: Feuer und Eis. Sternensand Verlag, Zürich 2016, ISBN 978-3-906829-27-2.
- Elesztrah. Band 2: Asche und Schnee. Sternensand Verlag, 2017, ISBN 978-3-906829-36-4.
- Elesztrah. Band 3: Blut und Federn. Sternensand Verlag, 2018, ISBN 978-3-906829-83-8.
- Elesztrah. Band 4: Dunst und Schimmer. Sternensand Verlag, 2019, ISBN 978-3-03896-033-1.
- Countdown to Noah. Band 1: Gegen Bestien. Sternensand Verlag, Watt 2017, ISBN 978-3-906829-51-7.
- Countdown to Noah.  Band 2: Unter Bestien. Sternensand Verlag, 2017, ISBN 978-3-906829-53-1.
- Andrew im Wunderland. Band 1: Ludens City. Sternensand Verlag, Zürich 2020, ISBN 978-3-03896-144-4.
- Ich wette, du verliebst mich nicht. Sternensand Verlag, 2020, ISBN 978-3-03896-136-9.
- Andrew im Wunderland. Band 2: Toranpu Town. Sternensand Verlag, 2021, ISBN 978-3-03896-195-6.
- Wenns einfach so passiert. Selfpublishing, 2021
- Der Zyklus der Fünf. Sternensand Verlag, 2024, ISBN 978-3038963158.

## Hörbücher (Auswahl)
- Sinking Ships. Tami Fischer, Audiobuch, 2019
- Das Vermächtnis der Grimms. Nicole Böhm, SAGA Egmont, 2020
- Die Liebe gibt Pfötchen. Petra Schier, Harper Audio, 2020
- Good Girls Kneel. Mia Kingsley, Black Umbrella Publishing, 2020
- Magic Tales 1. Stefanie Hasse, SAGA Egmont, 2020
- Schneezauber 2. Hannah Siebern, Miss Motte Audio, 2020
- Flowers of Passion. Layla Hagen, SAGA Egmont, 2021
- Aus dem Verborgenen. Melisa Schwermer, Hörbuchmanufaktur Berlin, 2021
- Das Jahr der Hexen. Alexis Henderson, SAGA Egmont, 2021
- Daddy's Deception, Mia Kingsley, Black Umbrella Publishing, 2021
- Schicksalsreihe. Juliane Maibach, Selfpublishing, 2021
- Hunting Angel. J. S. Wonda, Miss Motte Audio, 2022
- Die Kräutersammlerin. Heidrun Hurst, Audiobuch, 2022
- Das Hotel. Katharina V. Haderer. Miss Motte Audio, 2022
- Spring Storm. Marie Graßhoff, The AOS, 2022
- Silver & Poison. Anne Lück, SAGA Egmont, 2023
- Das Willow Vermächtnis. Natasha Knight, Selfpublishing, 2023
- Knightstone Academy. Christina Rain, Miss Motte Audio, 2023
- Three unbreakable Hearts. Philippa L. Andersson, Selfpublishing, 2023
- Guy's girl. Emma V. R. Noyes, SAGA Egmont, 2023
- Weihnachten in Neuhnfelde 2. Natalie Rabengut, Black Umbrella Publishing, 2023
- Night of Shadows and Flames. Laura Labas, OSTERWOLDaudio, 2024
- My Boss the Villain. Jasmin Romana Welsch, Selfpublishing, 2024
- Federn über London. Sabine Schulter, LAUSCH medien, 2024
- Whisper of Sins. Juliane Maibach, LAUSCH medien, 2024
- Helden und Feinde. Natasha Knight, Selfpublishing, 2024
- Like Love Reihe. Jasmin Romana Welsch, Selfpublishing, 2024
- The Serpent and the Wolf. Rebecca Robinson, avm, 2025
- Midnight Circus. B.E. Pfeiffer, Selfpublishing, 2025